# 10e armée (Japon)
Pour les articles homonymes, voir 10e armée.
La 10e armée (第10軍, Dai-jū gun) est une unité de l'armée impériale japonaise basée à Shanghai durant la seconde guerre sino-japonaise.

## Histoire
La 10e armée est créée le 20 octobre 1937 sous le contrôle du quartier-général impérial puis passe sous le contrôle de l'armée régionale japonaise de Chine centrale le 7 novembre. Elle constitue une force de soutien d'urgence pour porter assistance à l'armée expéditionnaire japonaise de Shanghai après la bataille de Shanghai. Elle participe ensuite à la bataille de Nankin et aux atrocités du massacre de Nankin qui s'ensuivent. L'unité est officiellement dissoute à Nankin le 14 février 1938.

## Commandement
|                   | Nom                           | De              | À               |
| ----------------- | ----------------------------- | --------------- | --------------- |
| Commandant        | Général Heisuke Yanagawa      | 20 octobre 1937 | 14 février 1939 |
| Chef d'État-major | Major-général Moritake Tanabe | 20 octobre 1937 | 14 février 1939 |